# 马安良
马安良（1855年—1918年），字翰如，原名马七五，經名阿卜都里默直底（阿卜杜勒·马吉德），回族，甘肃河州（今临夏县）西乡莫尼沟大河家人，清末民初甘肃军事将领。

## 生平

### 在甘军中崛起
马安良是清朝同治年间甘肃回民起义首领馬占鰲的长子。同治11年（1872年），马占鳌在新路坡采用“黑虎掏心”战术击败左宗棠所率清军后，派马七五等人赴安定（今定西）的左宗棠大营请降。左宗棠接受其投降，并赐马七五名“安良”，取安顺为良民的意思。此后，左宗棠将河州回军编为马旗三队，以马占鳌为督带。该军后成为董福祥甘军的主力之一。
1886年马占鳌去世后，马安良承袭了父亲的职位。1894年，甲午战争爆发，清廷谕董福祥率甘军开赴北京保卫京师，马安良乃奉命增募了回军马队十个营随同董福祥前往北京。1895年，河湟地区爆发回民起义，董福祥甘军奉清廷之命回甘肃镇压起义。马安良在此次作战中有功，准授花翎副将总兵衔，赏穿黄马褂，升巴里坤总兵（未到任）。
1898年戊戌变法时，董福祥奉命率甘军再次赴北京，马安良为“ 维持地方” 奏准留在甘肃，未参加1900年甘军抗击八国联军的作战。慈禧太后、光绪帝逃到西安以后，马安良率部前往护驾。签订《辛丑条约》后，董福祥撤职回籍，马安良部奉命裁减，只许保留马队三个营。

### 组织西军与对抗省临时议会

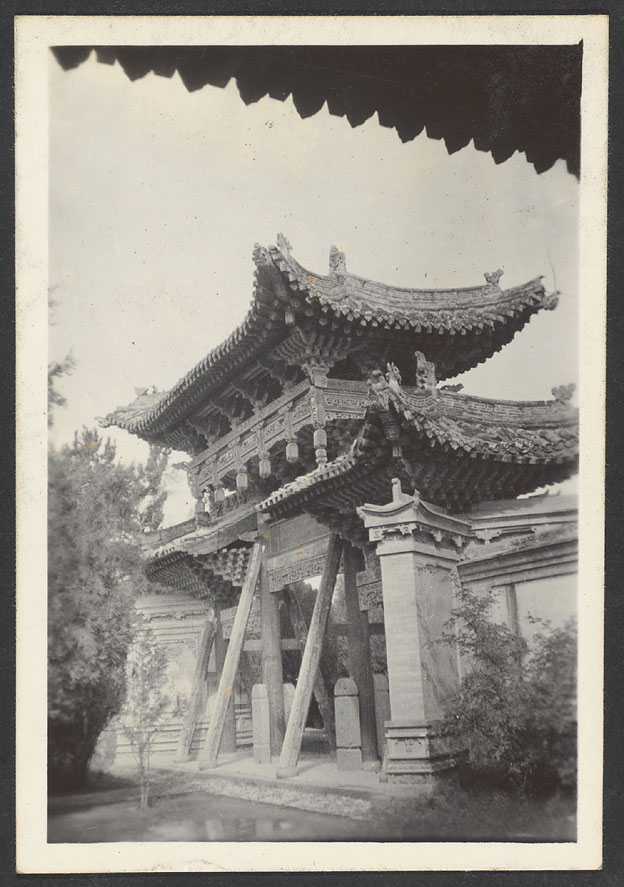
位于甘肃大河家的马安良拱北牌坊，美国传教士毕敬士摄于1933年

1911年10月武昌起义爆发，不久陕西光复。陕甘总督长庚、陕西巡抚升允策划武装镇压陕西革命，获得马安良积极支持。马安良在河州、狄道縣（今临洮）、循化縣等地，利用门宦强拔门兵，组织了西军马、步十四营（旗），马安良任总统（统兵首领，不是國家元首），马麒等分任帮统、分统。马安良的西军在张行志的壮凯军、陆洪涛的振武军配合下，进攻陕西革命军。甘军进攻乾州时，遭到革命军顽强抵抗，一直未能攻下。1912年2月中旬，清室退位，袁世凯掌权，马安良乃撤军回兰州。
甘肃代理布政使赵惟熙等人致电北京方面赞成共和，赵惟熙乃被袁世凯任命为甘肃都督。中华民国初年，甘肃省临时议会议长李镜清和赵惟熙產生矛盾。赵惟熙等人乃挑拨马安良同李镜清及甘肃省临时议会的关系，企图借助马安良清除后两者。马安良虑及“甘肃之地，回汉杂居，自来两教仇深，不相调和。若论兰州自治，汉治回不服，回治汉不服，必起争夺之哄”，故决定“ 任听节制” 后“相机办理”。赵惟熙见马安良未就范，乃积极拉拢马安良等回族将领，企图“以回制汉”，报请袁世凯任命马安良为甘肃提督，马麒为西宁总兵，马麟为凉州（今武威）总兵，马占奎为中营协统，马国仁为秦州总兵，马福祥为宁夏总兵。
甘肃省临时议会讨论安置自陕西返回甘肃的回军事宜时，李镜清针对一些人对回军的疑虑而劝导道：“回族近多达人，共和成立，决无他虞。若有发难，是公敌也。谁冒不韪取灭种祸？” 但是此话被有些人歪曲为“ 李镜清在议会上扬言‘欲灭回种’” 马安良相信了这些人的话，敌视李镜清。后其他人又继续挑拨。马安良回到兰州时，李镜清同其他绅士一道出城迎接，但此后马安良回访各位绅士时，独未回访李镜清。马安良回到兰州以后，将所住地方改称“帅府街”。当时马安良权势极盛，甚至能够控制县知事等官员的任命。为继续扩大势力，马安良向甘肃省临时议会提出提案，请求将甘肃提督署自甘州（今张掖）迁往兰州，在遭到议会反对后还企图使用武力威胁议会通过提案，遭到议会强烈抨击。李镜清提出了“裁兵节饷，防止军人干政”，并以马安良的西军帮统马麒部在镇压宁夏起义时烧杀抢掠为理由，要求甘肃都督彻查，将马麒、马占奎、马国良、马全良按军法严拿正法。甘肃都督赵惟熙令手下赖恩培等人将议会咨署查办马麒等的消息透露给外界，使马安良同李镜清的矛盾更加尖锐。马安良在兰州召开的官员会议上称：“省议会议长不能由外县绅士担任，应由省上的‘山长’们担任。”他还补充道，“ 我说的是临时议会的议长。至于正式议长，到以后选举后再说。”马安良发动倒李运动后，甘肃省临时议会向中央弹劾赵惟熙纳贿并任用私人等， 马安良等随即宣布“议会既将赵督弹劾，就应静侯中央处理。在奉到明令前，暂不宜举行会议”，并派军队封闭了议会。不久，马麒派刺客于临洮李镜清家中杀害李镜清。

### 谋取甘肃都督失败
李镜清遇害后，马安良同甘肃都督赵惟熙的矛盾激化，马安良积极谋取甘肃都督之位。马安良授意西军中的回族将领联名致信袁世凯，提出“甘人治甘”，请求以马安良主持甘肃政务。马麒还派长子马步青到北京，联系马安良的三子、总统府侍卫武官马廷勷，并贿赂总统府各级官吏，以为马安良任甘肃都督疏通。李镜清遇害以后，马安良、周务学等本来想解散省临时议会，但中央电示不准解散议会，马安良便出面邀请旅居兰州的甘肃各县正绅（大多为议员）开会，操纵成立了第二届甘肃省临时议会，張林焱任议长，慕寿祺任副议长。马安良又派五名回族人士为议员，称“ 钦派” 议员。此后马安良完全控制了省临时议会。
马安良向赵惟熙索取军饷，赵惟熙无钱可拨，乃听从代理布政使何奏篪的意见，实行名为“提盈余”的卖官鬻爵措施，并准备出卖甘肃省的路权和矿权以取得比利时贷款。这两项措施均遭省临时议会反对，议会还借机逼赵惟熙离开甘肃。赵惟熙的门生、巡警道赖恩培在赵惟熙支持下，试图挑拨振武军标统陆洪涛、忠武军统领周务学同西军的关系，但事情败露，赖恩培受到马安良等人的控告，被中央命令解赴北京查办，赵惟熙也受到牵连，想去职离开甘肃。
在此情况下，袁世凯并不准备任命马安良为甘肃都督。首先，1912年国民党甘肃支部成立时，马安良任支部长，并兼任该支部机关报《大河日报》社长，而袁世凯对国民党势力颇为疑惧。其次，袁世凯怕回族将领干预政治，导致西北地区政局不稳，还怕回军掌控政局势力坐大，不听中央号令。故赵惟熙离开甘肃后，袁世凯任命甘肃内务司张炳华代理都督，1914年又调亲信张广建任甘肃都督。

### 遭排挤失势
张广建赴任前，袁世凯嘱咐他“到甘后应注意实力派。做到回汉一致。如有不合者，学木匠做桶，哪块木板不合适，用锤打打，就能做好。” 段祺瑞还向张广建推荐了青年军官吴仲英、淮军老将吴攀桂、吴桐仁。张广建乃率一个混成旅赴甘肃就任。
上任之初，张广建袭用赵惟熙过去用过的“以回制汉”、“以回制回”、“汉回互制” 的政策，同马安良十分友好。在稳定局面后，便扩充势力，拉拢其他回族将领以孤立马安良，并频频制造事端，逼马安良离开兰州。不久，张广建又免去了马安良的堂叔马占奎所任兰州督标中协的职务。马安良乃借白朗军入洮岷地区，需要“防匪”为理由，率部回到河州。回到河州后，马安良拥兵自重，干预地方政治及司法。河州镇守使张定邦以及各县知事等常赴马安良府请示拜望。
1915年10月，宗社党人呂光在升允支持下开展复辟清室的活动，致函兰州清朝遗老以及马安良，请求“扶清灭民” 。马安良未表态，马麒则呈准派兵镇压呂光，显示马麒已倒向张广建一边。此后，在循化扁都沟的战斗中，马麒遇到挫折，请求马安良援救。马安良未派援兵，并以马麒、马麟“贪功冒进，在扁都口与事外无干之藏族开仗，致激边患” 为由，电张广建转请北京政府制止。张广建则电北京政府称“马安良无甚能为，又不明权限，妄行诬报，居心已非。若不专任一人……军事必多贻误。” 北京政府乃电马麒查办呂光，使马安良的企图落空。
1917年，由于马安良对循化扁都沟尕楞卑塘藏族民众征税，致使藏民反抗。马安良未上报便擅自命令弟弟马国良采取军事镇压，被张广建以马安良妄生是非为由，呈准北京政府令马麒查办，镇压了藏民的反抗，并且以马国良违反军令为由，呈准褫职。

### 参与护法运动

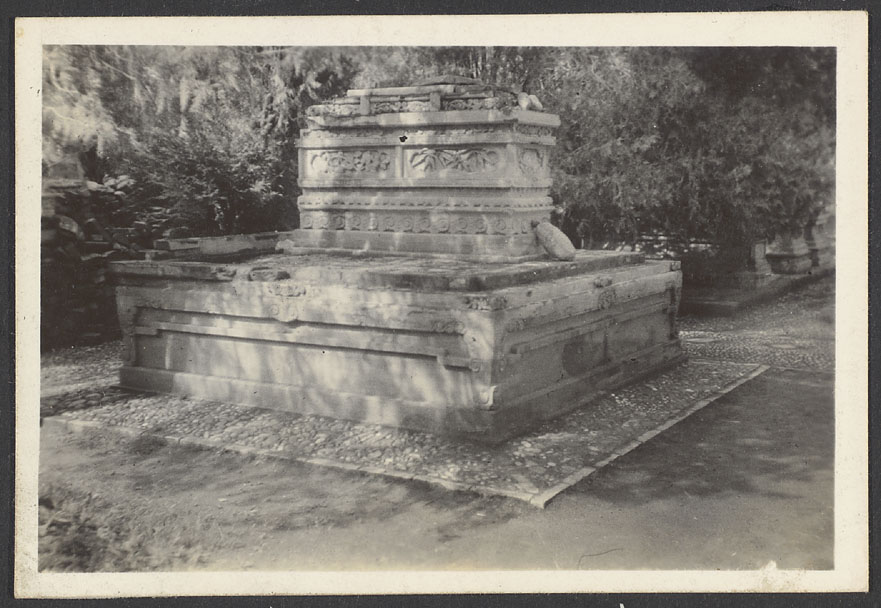
位于甘肃大河家的马安良拱北，美国传教士毕敬士摄于1933年

马安良三子馬廷勷对张广建排挤打击马安良十分不满，於是與临洮的新建右军中的青年军官焦桐琴、胡登云等人策划起义。蔡大愚、马廷勷等人决定以新建右军、马安良的西军、马廷勷在循化召集的撒拉族武装为主，组成护法军，再由甘肃法政专门学校教员杨希尧赴循化隆务寺组织藏族武装策应，定于冬至在临洮起义，占领临洮后再攻占兰州，驱逐张广建，宣布甘肃独立。
但事机提前泄露，马安良、马廷勷父子又认为起义难以成功，改采观望态度，故赵学普、焦桐琴等刚发动起义即遭镇压而失败，赵学普等人被杀。起义失败后，张广建知道马安良、马廷勷父子参与起义，但未追究，并呈准任命马廷勷为凉州镇守使。
1918年，马安良病逝于河州。